# Брајан Епстајн
Брајан Семјуел Епстајн (енгл. Brian Samuel Epstein; Ливерпул, Енглеска, 19. септембар 1934 — Лондон, Енглеска, 27. август 1967) био је менаџер Битлса. У младости је у Ливерпулу држао продавницу плоча. Године 1961. упознао је Битлсе и постао њихов менаџер, заслужан за њихов визуелни стил, организовање турнеја и уговор са компанијом „EMI-Parlophone“ (пошто је био одбијен у компанији „Дека рекордс"). Након повлачења групе са турнеја, упао је у дубоку депресију, почео конзумирати алкохол и дрогу, да би се 1967. предозирао.
Његова латентна хомосексуалност је и даље интригантна, а неразјашњени су и његови односи са појединим члановима групе.